# Palicourea meridensis
Palicourea meridensis är en måreväxtart som beskrevs av Julian Alfred Steyermark. Palicourea meridensis ingår i släktet Palicourea och familjen måreväxter. Inga underarter finns listade i Catalogue of Life.